# كونور رونان
كونور رونان (بالإنجليزية: Connor Ronan) هو لاعب كرة قدم بريطاني في مركز جناح ‏، ولد في 6 مارس 1998 في روتشديل في المملكة المتحدة. شارك مع منتخب جمهورية أيرلندا تحت 21 سنة لكرة القدم. أما مع النوادي، فقد لعب مع Wolverhampton Wanderers F.C. Development Squad and Academy ‏.

## وصلات خارجية
- كونور رونان على موقع الاتحاد الأوربي (الإنجليزية)
- كونور رونان على موقع الدوري الأمريكي (الإنجليزية)
- كونور رونان على موقع قاعدة بيانات كرة القدم.إي يو (الإنجليزية)
- كونور رونان على موقع Soccerbase.com (لاعب) (الإنجليزية)
- كونور رونان على موقع Soccerway.com (الإنجليزية)
- كونور رونان على موقع عالم كرة القدم.نت (الإنجليزية)